# Jacob Storevik
Jacob Storevik, né le 29 juillet 1996 à Førde en Norvège, est un footballeur norvégien qui évolue au poste de gardien de but au Sandefjord Fotball.

## Biographie

### En club
Né à Førde en Norvège, Jacob Storevik est formé par le Florø SK (en), avant de rejoindre en 2012 le Rosenborg BK, où il poursuit sa formation. Avec l'équipe U19 il remporte notamment une coupe cette même année, alors âgé de 16 ans. Il se distingue notamment en finale lors de la séance de tirs au but, au terme de laquelle son équipe sort vainqueur.
Le 21 juillet 2015, Jacob Storevik rejoint le Levanger FK librement, sans avoir joué le moindre match avec l'équipe première du Rosenborg BK. Il joue son premier match, découvrant alors la deuxième division norvégienne, le 25 octobre 2015 face au Follo FK. Il entre en jeu et son équipe s'impose par deux buts à un.
Le 15 août 2018, Jacob Storevik s'engage en faveur du Sandefjord Fotball pour un contrat courant jusqu'au 31 décembre 2019. Il joue son premier match seulement le 1er mai 2019, en coupe de Norvège contre le FK Tønsberg. Il est titularisé et son équipe s'impose par deux buts à zéro. Storevik est au départ la doublure d'Eirik Johansen (en) puis celle de Walter Viitala mais il prend l'ascendant sur le portier finlandais au cours de l'année 2019 pour s'imposer dans les buts de Sandefjord et est récompensé en signant un nouveau contrat de trois ans avec le club le 1er janvier 2020.

### En équipe nationale
Jacob Storevik représente l'équipe de Norvège des moins de 17 ans, jouant un seul match, le 17 octobre 2013 contre l'Ukraine. Il est titularisé et son équipe s'incline par deux buts à zéro.
Jacob Storevik joue son premier et unique match avec l'équipe de Norvège des moins de 19 ans face à la Roumanie le 10 juin 2014. Il est titularisé et la Norvège s'incline par trois buts à zéro.

## Vie privée
Jacob Storevik a un frère, Marius Storevik, lui aussi footballeur. Les deux joueurs se sont notamment affrontés en coupe de Norvège le 27 avril 2017, alors que le  Førde IL de Marius défiait le Florø SK (en) de Jacob. Finalement, c'est le Florø SK qui l'emporte par deux buts à zéro,.